# Ocyptamus flavigaster
Ocyptamus flavigaster är en tvåvingeart som först beskrevs av Hull 1944.  Ocyptamus flavigaster ingår i släktet Ocyptamus och familjen blomflugor. Inga underarter finns listade i Catalogue of Life.